# Saint-Martin (Fribourg)
Pour les articles homonymes, voir Saint-Martin.
Saint-Martin (Chin-Martin en patois fribourgeois) est une localité et une commune suisse du canton de Fribourg, située dans le district de la Veveyse.

## Géographie
La commune de Saint-Martin comprend le village de Saint-Martin avec le hameau du Jordil, ainsi que les anciennes communes de Besencens et Fiaugères depuis 2004.
Le territoire de Saint-Martin s'étend sur 9,79 km2. Lors du relevé de 2013-2018, les surfaces d'habitations et d'infrastructures représentaient 6,2 % de sa superficie, les surfaces agricoles 76,6 %, les surfaces boisées 16,5 % et les surfaces improductives 0,5 %.
Saint-Martin est limitrophe de La Verrerie, Le Flon, Semsales ainsi que Maracon et Oron dans le canton de Vaud.
| Le Flon |              | La Verrerie |
|         | Saint-Martin |             |
| Oron    | Maracon      | Semsales    |

## Histoire
Le site est occupé dès l'âge du bronze. Au Moyen Age, Saint-Martin appartint aux seigneurs d'Oron, de Rue et d'Illens. Fribourg acquert Saint-Martin en deux étapes : lors de la conquête du Pays de Vaud en 1536 et après la faillite du comte Michel de Gruyère en 1555. Incorporé au bailliage, puis à la préfecture de Rue, Saint-Martin passe au district de la Veveyse en 1848. Une école est attestée en 1716, et l'église Saint-Martin est reconstruite dans le style néogothique en 1859.
Les mines de lignite, exploitées au XIXe siècle, sont rouvertes durant les deux guerres mondiales. Une chapelle, dédiée à Nicolas de Flue, est édifiée au Jordil en 1949. Saint-Martin, tout en ayant conservé une activité agricole et artisanale, s'est transformée en commune résidentielle dans les années 1990.
Saint-Martin fusionne le 1er janvier 2004 avec de Besencens et Fiaugères.

## Démographie

### Évolution de la population
Saint-Martin compte 1 021 habitants au 31 décembre 2022 pour une densité de population de 104 hab/km2. Sur la période 2010-2019, sa population a augmenté de 9,2 % (canton : 15,5 % ; Suisse : 9,4 %).  

### Pyramide des âges
En 2020, le taux de personnes de moins de 30 ans s'élève à 35,1 %, similaire à la valeur cantonale (35,2 %). Le taux de personnes de plus de 60 ans est quant à lui de 22,4 %, alors qu'il est de 22 % au niveau cantonal.
La même année, la commune compte 517 hommes pour 509 femmes, soit un taux de 50,4 % d'hommes, supérieur à celui du canton (50,1 %).
| Hommes | Classe d’âge | Femmes |
| ------ | ------------ | ------ |
| 0,2    | 90 ans ou +  | 0,6    |
| 5,4    | 75 à 89 ans  | 7,5    |
| 17,6   | 60 à 74 ans  | 13,4   |
| 25,3   | 45 à 59 ans  | 25,3   |
| 16,4   | 30 à 44 ans  | 18,1   |
| 17,6   | 15 à 29 ans  | 19,1   |
| 17,4   | - de 14 ans  | 16,1   |

| Hommes | Classe d’âge | Femmes |
| ------ | ------------ | ------ |
| 0,4    | 90 ans ou +  | 1,0    |
| 5,9    | 75 à 89 ans  | 7,4    |
| 14,5   | 60 à 74 ans  | 14,8   |
| 22,2   | 45 à 59 ans  | 21,9   |
| 21,0   | 30 à 44 ans  | 20,6   |
| 19,1   | 15 à 29 ans  | 18,3   |
| 17,0   | - de 14 ans  | 16,0   |